# ديفيد ر. بانش
ديفيد ر. بانش (بالإنجليزية: David R. Bunch)‏ (7 أغسطس 1925، لوري سيتي في الولايات المتحدة - 29 مايو 2000، سانت لويس في الولايات المتحدة)؛ شاعر، كاتب وروائي أمريكي.